# Молдован Валеріан Васильович
Молдован Валеріан Васильович — професор (1998), почесний доктор права Університету «Крок» (1996), доктор філософії в юридичних науках (1999), член-кореспондент Міжнародної кадрової академії (1999), кандидат юридичних наук (1974), почесний професор Буковинського університету (2015).

## Коротка біографія
Батько —  Василь Оксентійович (1904-1979) працював ковалем у селі Чубинці на Київщині. Під час війни перебував у діючій армії. По закінченні війни повернувся з сімʼєю у Сквиру. Мати — Євдокія Кодиміна (1908-1977), поетеса, співачка, народила і виховала семеро дітей.
Валеріан Васильович Молдован народився 24 березня 1940 р. у селі Чубинці. Закінчив Сквирську середню школу № 1 (1957). У 1957–1959 рр. навчався у Київському училищі культури на відділенні клубної роботи. Закінчивши з відзнакою училище працював учителем музики у Сквирській школі № 4. Згодом закінчив диригентсько-хоровий факультет Київської народної консерваторії. Працював хормейстером у Народному фольклорно-етнографічному ансамблі «Веснянка» та в хорі викладачів КДУ імені Тараса Шевченка.
З 1959 р. по 1962 р. — служба в рядах Збройних сил. Рядовий, єфрейтор, молодший сержант 30-ї окремої дисциплінарної роти Закавказького військового округу, народний засідатель військового трибуналу Тбіліського гарнізону.
У 1962–1967 рр. — студент юридичного факультету КДУ імені Тараса Шевченка. Закінчив з відзнакою університет і був направлений на роботу в Управління судових органів Верховного суду України, де успішно пройшов стажування. Згодом, за пропозицією керівництва університету, працював старшим науковим співробітником Науково-дослідної лабораторії управління та управлінської праці юридичного факультету Київського державного університету імені Тараса Шевченка (1967–1970).
З 1970 р. по 1973 р. — навчався в аспірантурі (кафедра процесуального права) юридичного факультету університету імені Тараса Шевченка. У 1974 р. захистив кандидатську дисертацію на тему: «Процесуальні гарантії права обвинуваченого на захист у кримінальному процесі Польської Народної Республіки(порівняльно-правове дослідження)». Працював на юридичному факультеті: асистентом (1974-75), старшим викладачем (1976-80), заступником декана юридичного факультету (1980-83), доцентом (1980-98), заступником декана юридичного факультету (1998-2001), професором, Інституту міжнародних відносин (2002-2004). З 2004 р. по 2010 р. перший проректор, завідувач кафедри теорії держави та права Міжгалузевого інституту управління. Завідувач кафедри кримінально-правових дисциплін, професор юридичного факультету Буковинського університету (2011 по даний час).

## Наукова діяльність
Основні напрямки наукових досліджень: кримінальне процесуальне право, організація судових та правоохоронних органів, судова етика та риторика, опорні конспекти для юристів, методи активного навчання.Творчі здобуткиː  створена авторська школа ділових ігор для юристів (вперше в Україні розроблено більше 500 ділових ігор та ситуаційних задач для юристів); створена авторська школа з опорних конспектів для юристів (вперше в Україні видані навчальні посібники з опорних конспектів); розроблено і видано 20 навчальних посібників та підручників нового покоління з грифом Міністерства освіти та науки України. 
Читав лекції для студентів: Академії адвокатури України, Академії праці та соціальних відносин, Академії водного транспорту ім. гетьмана Петра Конашевича-Сагайдачного, Національної академії внутрішніх справ України, Київського університету права, Університету «Крок», Західноукраїнського університету економіки і права (Івано-Франківськ), Фінансово-правового коледжу при Київському національному університеті імені Тараса Шевченка, Міжнародного коледжу.

## Просвітницька діяльність
Виступав перед студентами: Ужгородського державного інституту інформатики, економіки і права, Чернігівського інституту інформації, бізнесу і права, Юридичного інституту Тернопільської академії народного господарства (як голова ДЕК).
Виконали і захистили під керівництвом проф. В. В. Молдована кандидатські дисертації: Мельник Сергій Миколайович «Процесуальна форма у кримінальному судочинстві України» (2001); Сиза Наталія Петрівна «Суди і кримінальне судочинство України в добу Гетьманщини» (2002); Крижанівський Віктор В'ячеславович «Презумпція невинуватості у кримінальному процесі» (за матеріалами та законодавством України, США та Польщі) (2006); Кацавець Руслан Сергійович «Судові промови державного обвинувача та адвоката-захисника у кримінальному судочинстві України: правові, етичні, логічні иа мовні проблеми» (2010); Андрусів Валерій Григорович «Участь адвоката-захисника в суді першої інстанції у кримінальному процесі України» (2010). 
Виступав офіційним опонентом при захисті дисертацій: Сербулова В. А. «Притягнення як обвинуваченого у радянському кримінальному процесі» (1989); Пушкара П. В. «Угода про визнання вини у сучасному кримінальному процесі: порівняльно-правове дослідження» (2005); Смирнова М. І. «Особливості надання взаємної правової допомоги у кримінальних справах з використанням методу відеоконференцзв'язку» (2005); Осауленка О.А. «Реалізація принципу презумпції невинуватості у досудових стадіях кримінального процесу» (2006); Калганової О.А. «Процесуально-правові засади участі іноземних громадян у кримінальному судочинстві України» (2007);  Федорчука Н.Б. «Захист прав та законних інтересів потерпілого від злочину в кримінальному судочинстві англо-американської системи права» (2007); Василенка Д.Л. «Обмеження окремих прав громадян під час досудового провадження» (2008); Яворського Б.І. «Сприяння захисту як необхідна умова забезпечення функціонування засади змагальності у кримінальному судочинстві» (2010). Підготував збірник “Піснелюб” (387с.).
У різні роки — ректор університету культури Київського державного університету імені Тараса Шевченка; проректор з навчальної роботи Інституту адвокатури при Київському національному університеті імені Тараса Шевченка; декан юридичного факультету Міжнародного коледжу; начальник юридичного відділу Української Духовної Республіки; народний засідатель військового трибуналу Тбіліського гарнізону (1960–1962), Старокиївського районного суду м. Києва (1976–1981); член фахової ради з права Державної акредитаційної комісії України; член Президії Науково-методичної ради Міністерства освіти і науки України; голова художньої ради юридичного факультету Київського національного університету імені Тараса Шевченка.

## Нагороди
Нагороди — 6 медалей: «В память 1500-летия Киева» (1982); «За трудовое отличие» (1984); «Ветеран труда» (1987); «За особливо видатні заслуги перед Київським національним університетом імені Тараса Шевченка» (2000); «2000-ліття Різдва Христового» (2001); «За заслуги в науково-педагогічній діяльності Академії Наук вищої освіти України» (2008).
Лауреат премій: Держкомітету СРСР з народної освіти (1988), Міністерства освіти України (1990), Міжнародного фонду «Відродження» (1996), Спілки юристів України (1998, 1999). Відмінник освіти України (2000). Почесна грамота Київського міського голови (2005, 2006).